# Antonin Rouzier
Antonin Rouzier est un joueur français de volley-ball, né le 18 août 1986, à Saint-Martin-d'Hères (Isère). Il mesure 2,01 m et joue attaquant. Il totalise 243 sélections en équipe de France.

## Biographie
Après sa carrière de joueur professionnel, il devient consultant pour la chaîne l'Équipe et souhaite réorienter sa carrière dans le monde de la finance en reprenant des études au sein de l'EM Lyon.
Sa saison 2022-2023 est initialement perturbée par des douleurs à la hanche droite. En février 2023, il subit une entorse de la cheville droite. Cette blessure l'amène à annoncer l'arrêt de sa carrière.

## Clubs
| Club                   | De        | À         |
| ---------------------- | --------- | --------- |
| Spacer's de Toulouse   | 2004-2005 | 2004-2005 |
| Beauvais OUC           | 2005-2006 | 2005-2006 |
| Asnières Volley 92     | 2006-2007 | 2006-2007 |
| Montpellier UC         | 2007-2008 | 2007-2008 |
| Knack Roulers          | 2008-2009 | 2008-2009 |
| Stade poitevin         | 2009-2010 | 2010-2011 |
| ZAKSA Kędzierzyn-Koźle | 2011-2012 | 2012-2013 |
| Piemonte Volley        | 2013-2014 | 2013-2014 |
| Ziraat Bankası Ankara  | 2014-2015 | 2014-2015 |
| Arkasspor Izmir        | 2015-2016 | 2015-2016 |
| Istanbul BB            | 2016-2017 | 2016-2017 |
| Ienisseï Krasnoïarsk   | 2017-2018 | 2017-2018 |
| Toray Arrows           | 2018-2019 | 2019-2020 |
| Al-Rayyan              | 2019-2020 | 2019-2020 |
| Paris Volley           | 2020-2021 | 2020-2021 |
| Le Plessis-Robinson VB | 2021-2022 | 2022-2023 |

## Palmarès

### En sélection nationale
- Ligue mondiale (1)
  -  : 2015.
  -  : 2006.
  -  : 2016.
- Championnat d'Europe (1)
  -  : 2015 (MVP).
  -  : 2009.
- Mémorial Hubert Wagner
  -  : 2015.

### En club
Championnats nationaux
- Championnat du Japon
  - Troisième : 2019.
- Championnat de Turquie
  - Troisième : 2015, 2016, 2018.
- Championnat de Pologne
  - Finaliste : 2013.
  - Troisième : 2012.
- Championnat de France — Div. A (1)
  - Vainqueur : 2011.
- Championnat de Belgique
  - Finaliste : 2009.
- Championnat de France — Div. B (1)
  - Vainqueur : 2005.

Coupes nationales
- Coupe du Japon
  - Finaliste : 2019.
- Coupe de Turquie
  - Finaliste : 2016.
- Coupe de Pologne (1)
  - Vainqueur : 2013.
- Coupe de France
  - Finaliste : 2008.
- Supercoupe de Belgique
  - Finaliste : 2008.

### Distinctions individuelles
| - 2009 : Championnat d'Europe — Meilleur attaquant - 2011 : Championnat de France (Div. A) — Meilleur attaquant - 2012 : Championnat de Pologne — Meilleur attaquant - 2013 : Ligue des champions CEV — Meilleur attaquant | - 2015 : Championnat d'Europe — MVP - 2016 : Championnat de Turquie — Meilleur attaquant - 2016 : T.Q.O. : Rio de Janeiro, Brésil — Meilleur attaquant - 2016 : Ligue mondiale — Meilleur réceptionneur |